# Mézy-Moulins
Mézy-Moulins est une commune française située dans le département de l'Aisne, en région Hauts-de-France.

## Géographie

### Localisation
Située dans le sud de l'Aisne, dans la Brie pouilleuse,sur la rive gauche de la Marne, à la limite de la région Grand Est, la commune est géographiquement intégrée à la zone de la Champagne viticole, notamment sur la route touristique du Champagne.
Elle se trouve dans l'aire d'attraction de Château-Thierry, ainsi que dans la zone d'emploi et dans le bassin de vie de cette ville.

### Communes limitrophes
Les communes limitrophes sont  Chartèves, Courtemont-Varennes, Crézancy, Fossoy, Mont-Saint-Père et Reuilly-Sauvigny.

### Géologie et relief
La superficie de la commune est de 4,48 km2 ; son altitude varie de 62  à   220 mètres. 

### Hydrographie

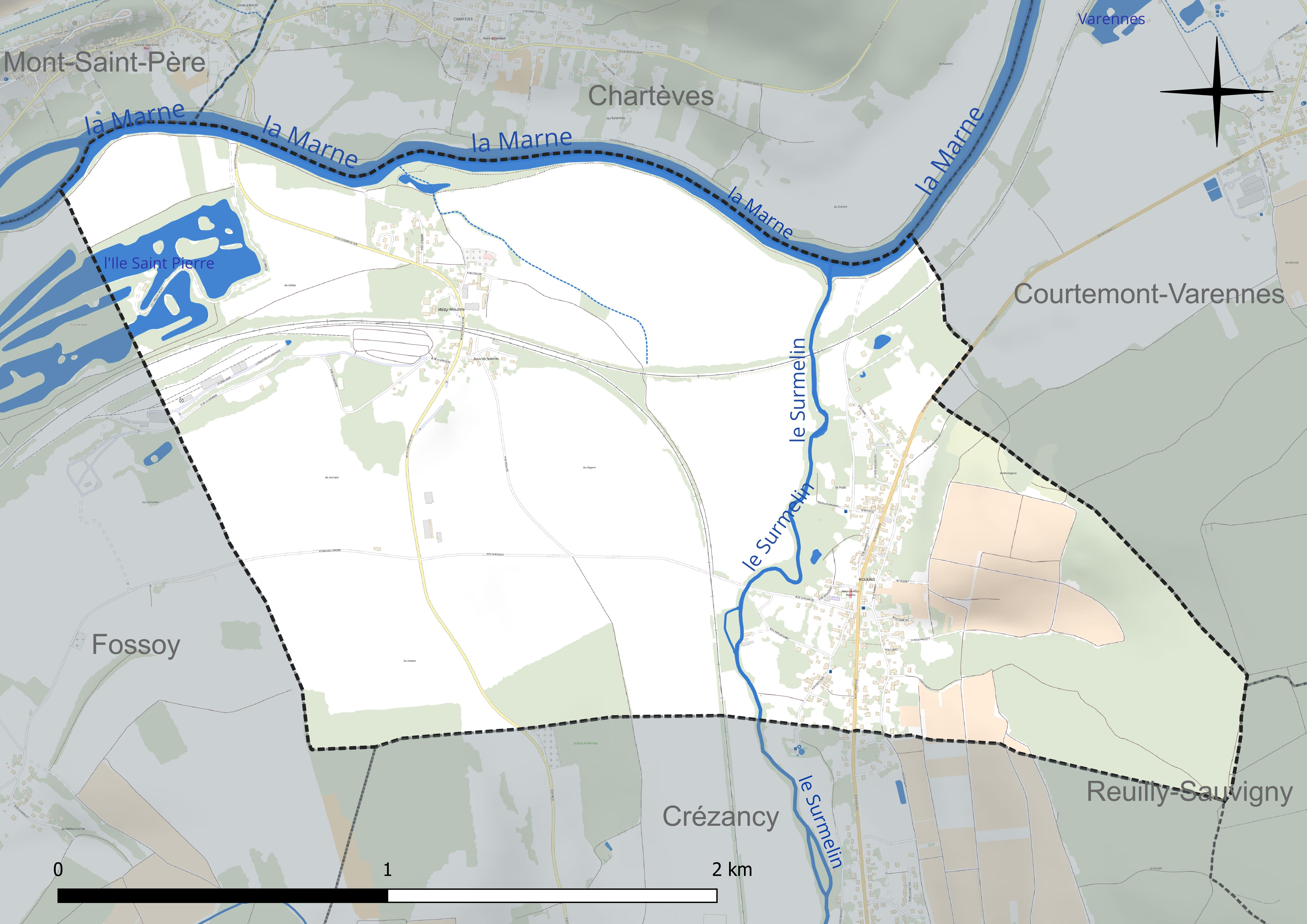
Réseau hydrographique de Mézy-Moulins.

La commune est située dans le bassin Seine-Normandie. 
Elle est drainée divers bras de la Marne, qui limite au nord le territoire communal, par le Surmelin et par un autre petit cours d'eau,.
Le Surmelin, d'une longueur de 41 km, prend sa source dans la commune de Loisy-en-Brie et se jette  dans la Marne à Chartèves, après avoir traversé 17 communes. Les caractéristiques hydrologiques du Surmelin sont données par la station hydrologique située sur la commune. Le débit moyen mensuel est de 2,51 m3/s. Le débit moyen journalier maximum est de 52,4 m3/s, atteint lors de la crue du 22 janvier 1995. Le débit instantané maximal est quant à lui de 59,1 m3/s, atteint le même jour.
Un plan d'eau complète le réseau hydrographique : l'Ile Saint Pierre, d'une superficie totale de 15,9 ha (8,8 ha sur la commune),.

### Climat
Pour des articles plus généraux, voir Climat des Hauts-de-France et Climat de l'Aisne.
En 2010, le climat de la commune est de type climat océanique dégradé des plaines du Centre et du Nord, selon une étude du CNRS s'appuyant sur une série de données couvrant la période 1971-2000. En 2020, Météo-France publie une typologie des climats de la France métropolitaine dans laquelle la commune est exposée à un climat océanique altéré et est dans la région climatique Nord-est du bassin Parisien, caractérisée par un ensoleillement médiocre, une pluviométrie moyenne régulièrement répartie au cours de l'année et un hiver froid (3 °C).
Pour la période 1971-2000, la température annuelle moyenne est de 10,4 °C, avec une amplitude thermique annuelle de 15,3 °C. Le cumul annuel moyen de précipitations est de 733 mm, avec 12 jours de précipitations en janvier et 8,5 jours en juillet. Pour la période 1991-2020, la température moyenne annuelle observée sur la station météorologique la plus proche, située sur la commune de Blesmes à 6 km à vol d'oiseau, est de 10,6 °C et le cumul annuel moyen de précipitations est de 713,0 mm,. Pour l'avenir, les paramètres climatiques de la commune estimés pour 2050 selon différents scénarios d'émission de gaz à effet de serre sont consultables sur un site dédié publié par Météo-France en novembre 2022.

## Urbanisme

### Typologie
Au 1er janvier 2024, Mézy-Moulins est catégorisée commune rurale à habitat dispersé, selon la nouvelle grille communale de densité à 7 niveaux définie par l'Insee en 2022.
Elle est située hors unité urbaine. Par ailleurs la commune fait partie de l'aire d'attraction de Château-Thierry, dont elle est une commune de la couronne,. Cette aire, qui regroupe 52 communes, est catégorisée dans les aires de moins de 50 000 habitants,.

### Occupation des sols

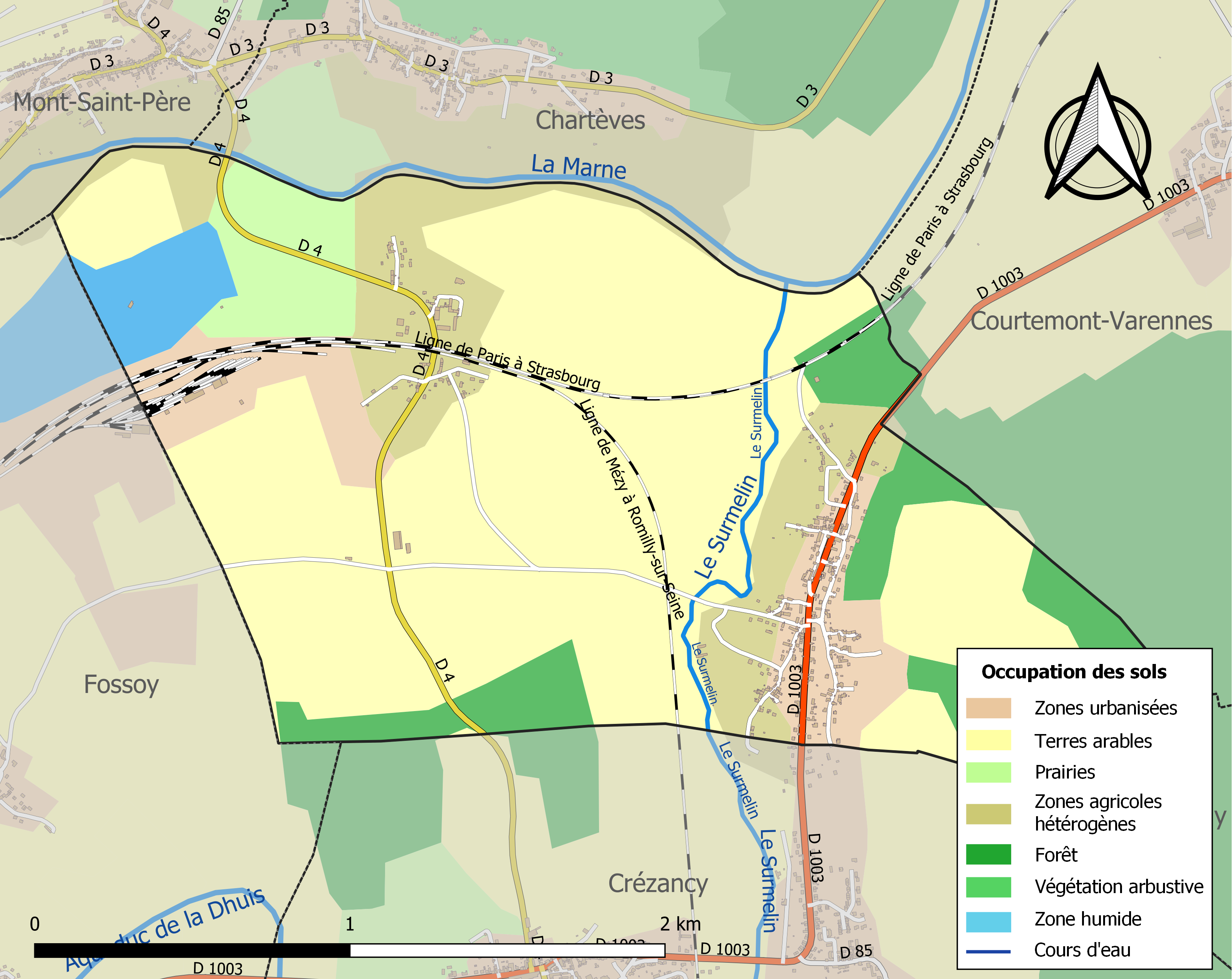
Carte de l'occupation des sols de la commune en 2018 (CLC).

L'occupation des sols de la commune, telle qu'elle ressort de la base de données européenne d'occupation biophysique des sols Corine Land Cover (CLC), est marquée par l'importance des territoires agricoles (73,9 % en 2018), en augmentation par rapport à 1990 (68,2 %). 
La répartition détaillée en 2018 est la suivante : terres arables (48,7 %), forêts (13,9 %), zones agricoles hétérogènes (13,8 %), cultures permanentes (6,6 %), zones urbanisées (4,9 %), prairies (4,7 %), mines, décharges et chantiers (4,5 %), eaux continentales (2,8 %).
L'évolution de l'occupation des sols de la commune et de ses infrastructures peut être observée sur les différentes représentations cartographiques du territoire : la carte de Cassini (XVIIIe siècle), la carte d'état-major (1820-1866) et les cartes ou photos aériennes de l'IGN pour la période actuelle (1950 à aujourd'hui).

### Habitat et logement
En 2021, le nombre total de logements dans la commune était de 246, alors qu'il était de 241 en 2016 et de 232 en 2011. 
Parmi ces logements, 87,2 % étaient des résidences principales, 8,7 % des résidences secondaires et 4,1 % des logements vacants. Ces logements étaient pour 93,4 % d'entre eux des maisons individuelles et pour 3,7 % des appartements. 
Le tableau ci-dessous présente la typologie des logements à Mézy-Moulins en 2021 en comparaison avec celle de l'Aisne et de la France entière. Une caractéristique marquante du parc de logements est ainsi une proportion de résidences secondaires et logements occasionnels (8,7 %) supérieure à celle du département (3,4 %) mais inférieure à celle de la France entière (9,7 %). 
| Typologie                                               | Mézy-Moulins | Aisne | France entière |
| ------------------------------------------------------- | ------------ | ----- | -------------- |
| Résidences principales (en %)                           | 87,2         | 86,7  | 82,2           |
| Résidences secondaires et logements occasionnels (en %) | 8,7          | 3,4   | 9,7            |
| Logements vacants (en %)                                | 4,1          | 9,9   | 8,1            |

### Voies de communication et transports

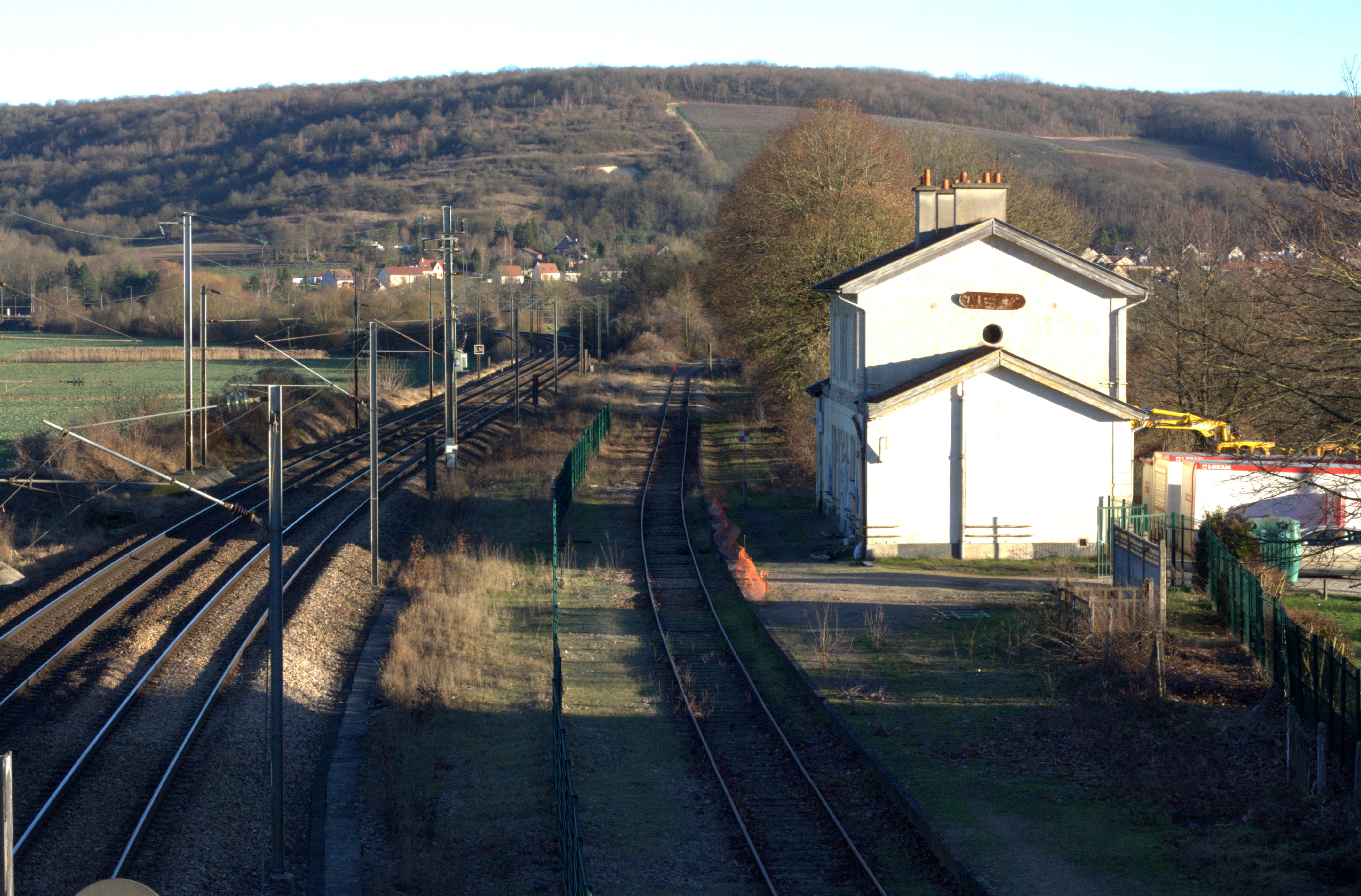
La gare en 2011.

Mézy-Moulins est desservi par l'ancienne route nationale 3 (actuelle RN 1003).
La commune disposait de la gare de Mézy, à la bifurcation entre les lignes de  Paris-Est à Strasbourg-Ville et de Mézy à Romilly-sur-Seine. Cette gare étant fermée, la station de chemin de fer la plus proche est la gare de Château-Thierry, desservie par des trains Transilien Paris-Est de la ligne P, qui effectuent des missions entre Paris-Est et le terminus de Château-Thierry, ainsi que par des trains TER Grand Est, qui effectuent des missions entre Paris-Est et Châlons-en-Champagne, Saint-Dizier, Bar-le-Duc ou Strasbourg-Ville, mais aussi entre Château-Thierry et Reims.

## Toponymie
Le nom de la localité est attesté sous les formes Mesy (1436) ; Mesi (1464) ; Mesy-sur-Marne (1494) ; Mezi (1573) ; Mézy-Molins (1710).
Moulins, ancien hameau de la commune, est attesté sous les formes Molins (1393) ; Moullins (1635) ; Moulin (carte de Cassini).

## Histoire

### Ancien Régime
La paroisse se trouvait dans l'intendance de Soissons, dans le bailliage et l'élection de Château-Thierry et dans le diocèse de Soissons.

### Époque contemporaine
La commune se trouve dans la zone des combats de la Bataille de la Marne de 1914, au début de la Première Guerre mondiale et  a été décoré de la Croix de guerre 1914-1918 le 19 avril 1921.

## Politique et administration

### Rattachements administratifs et électoraux

#### Rattachements administratifs
La commune se trouve depuis 1942 dans l'arrondissement de Château-Thierry du département de l'Aisne.  
Elle faisait partie depuis 1801 du canton de Condé-en-Brie. Dans le cadre du redécoupage cantonal de 2014 en France, cette circonscription administrative territoriale a disparu, et le canton n'est plus qu'une circonscription électorale.

#### Rattachements électoraux
Pour les élections départementales, la commune fait partie depuis 2014 du canton d'Essômes-sur-Marne.
Pour l'élection des députés, elle fait partie de la cinquième circonscription de l'Aisne depuis le dernier découpage électoral de 2010.

### Intercommunalité
Mézy-Moulins était membre de la communauté de communes de la Région de Château-Thierry, un établissement public de coopération intercommunale (EPCI) à fiscalité propre créé fin 1995 et auquel la commune avait transféré un certain nombre de ses compétences, dans les conditions déterminées par le code général des collectivités territoriales.
Dans le cadre des dispositions de la loi portant nouvelle organisation territoriale de la République du 7 août 2015, qui prévoit que les établissements publics de coopération intercommunale (EPCI) à fiscalité propre doivent avoir un minimum de 15 000 habitants, cette intercommunalité a fusionné avec ses voisines pour former, le 1er janvier 2017, la communauté  d'agglomération de la Région de Château-Thierry, dont est désormais membre la commune.

### Liste des maires
| Période                                  | Période                      | Identité       | Étiquette | Qualité |
| ---------------------------------------- | ---------------------------- | -------------- | --------- | --- |
| Les données manquantes sont à compléter. |                              |                |           | |
|                                          |                              |                |           | |
| 1820                                     |                              | M. Moreau      |           | |
|                                          |                              |                |           | |
| 1900                                     |                              | M. Grojean     |           | |
|                                          |                              |                |           | |
| mars 1983                                | 2014                         | Pierre Dhuicq  |           | |
| 2014                                     | En cours (au 4 février 2025) | Claude Jacquin | DVG       | Fonctionnaire Vice-président de la CA de la Région de Château-Thierry (2020 → ) Réélu pour le mandat 2020-2026 |

## Équipements et services publics

### Enseignement
Les enfants de la commune sont scolarisés avec ceux de Fossoy et de Mont-Saint-Père dans le cadre d'un regroupement pédagogique intercommunal.

## Population et société

### Démographie
L'évolution du nombre d'habitants est connue à travers les recensements de la population effectués dans la commune depuis 1793. Pour les communes de moins de 10 000 habitants, une enquête de recensement portant sur toute la population est réalisée tous les cinq ans, les populations de référence des années intermédiaires étant quant à elles estimées par interpolation ou extrapolation. Pour la commune, le premier recensement exhaustif entrant dans le cadre du nouveau dispositif a été réalisé en 2005.

En 2022, la commune comptait 551 habitants, en évolution de +5,35 % par rapport à 2016 (Aisne : −1,97 %, France hors Mayotte : +2,11 %).
| 1793 | 1800 | 1806 | 1821 | 1831 | 1836 | 1841 | 1846 | 1851 |
| ---- | ---- | ---- | ---- | ---- | ---- | ---- | ---- | ---- |
| 287  | 283  | 294  | 296  | 342  | 356  | 364  | 364  | 386  |

| 1856 | 1861 | 1866 | 1872 | 1876 | 1881 | 1886 | 1891 | 1896 |
| ---- | ---- | ---- | ---- | ---- | ---- | ---- | ---- | ---- |
| 387  | 385  | 390  | 334  | 389  | 342  | 337  | 370  | 424  |

| 1901 | 1906 | 1911 | 1921 | 1926 | 1931 | 1936 | 1946 | 1954 |
| ---- | ---- | ---- | ---- | ---- | ---- | ---- | ---- | ---- |
| 445  | 457  | 475  | 409  | 403  | 356  | 352  | 315  | 331  |

| 1962 | 1968 | 1975 | 1982 | 1990 | 1999 | 2005 | 2006 | 2010 |
| ---- | ---- | ---- | ---- | ---- | ---- | ---- | ---- | ---- |
| 320  | 325  | 327  | 318  | 370  | 461  | 494  | 500  | 523  |

| 2015 | 2020 | 2022 | - | - | - | - | - | - |
| ---- | ---- | ---- | - | - | - | - | - | - |
| 526  | 532  | 551  | - | - | - | - | - | - |

## Culture locale et patrimoine

### Lieux et monuments
- Église de la Nativité-de-la-Sainte-Vierge de Mézy-Moulins[30] : c'est le principal édifice religieux : cette église de style gothique est composée d'une nef avec des bas-côtés et d'un chœur, le tout date du XIIIe siècle. Elle sert de lieu de pèlerinage des gens du voyage chaque année au début du mois de septembre, qui lui ont offert un « Jésus de Prague », ainsi qu'une Vierge à l'enfant.
- Croix de cimetière de Mézy-Moulins.
- Polissoir de Mézy-Moulins dans le Bois des Grès, classé au titre des monuments historiques en 1969[31].
- Passerelle « Marine » (passage sur le Surmelin à sa confluence avec la Marne).
- Chemin de randonnée « La rose sur la Marne » : départ du Moulin, passage par le polissoir, point de vue du coteau, passage du Surmelin, vue sur l'église, bordure de Marne et embarcadère sur la Marne.

- Le Moulin Babet (ancien moulin à eau devenu hôtel restaurant) et la vallée de la Marne.

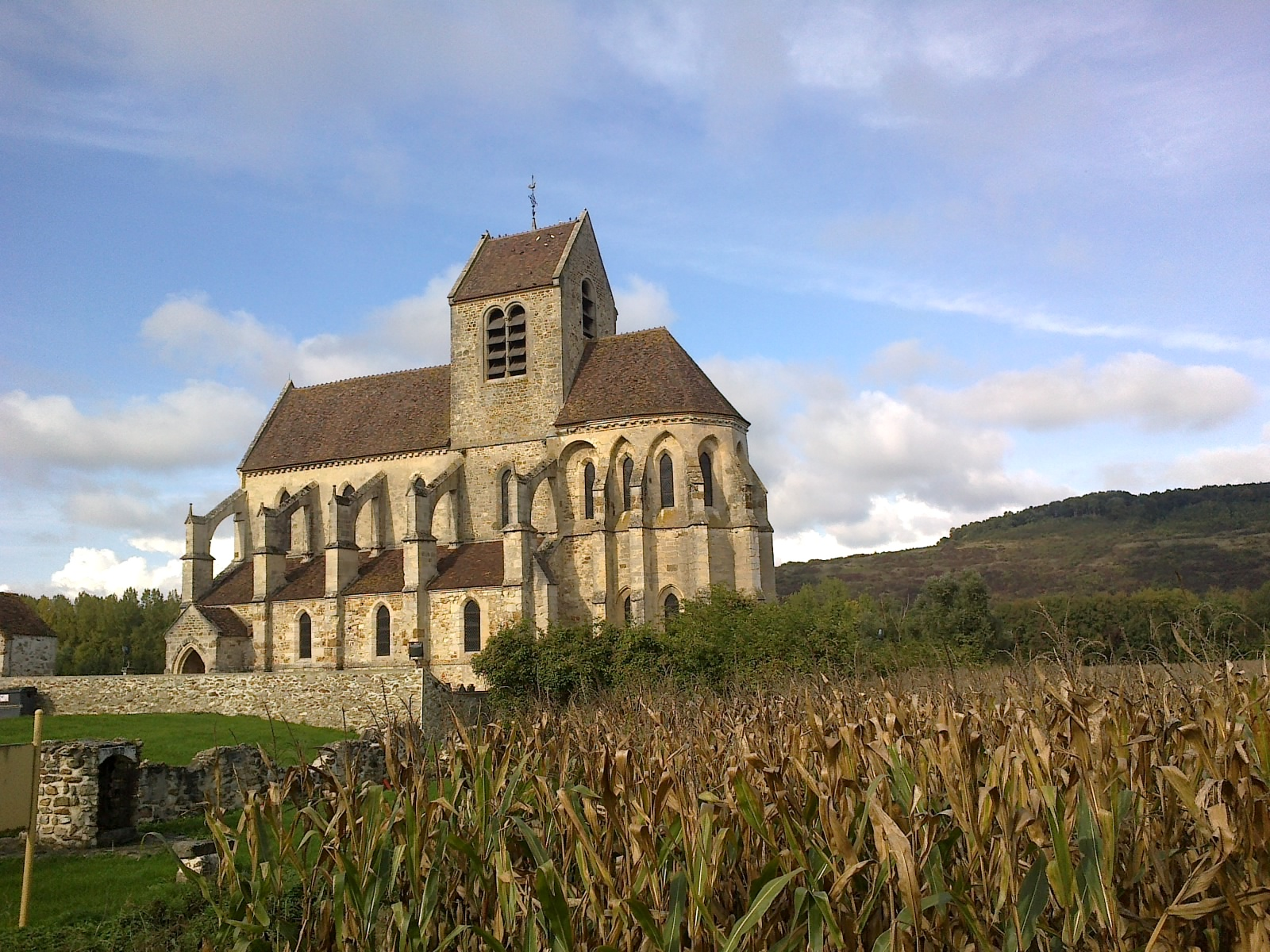
L'église...
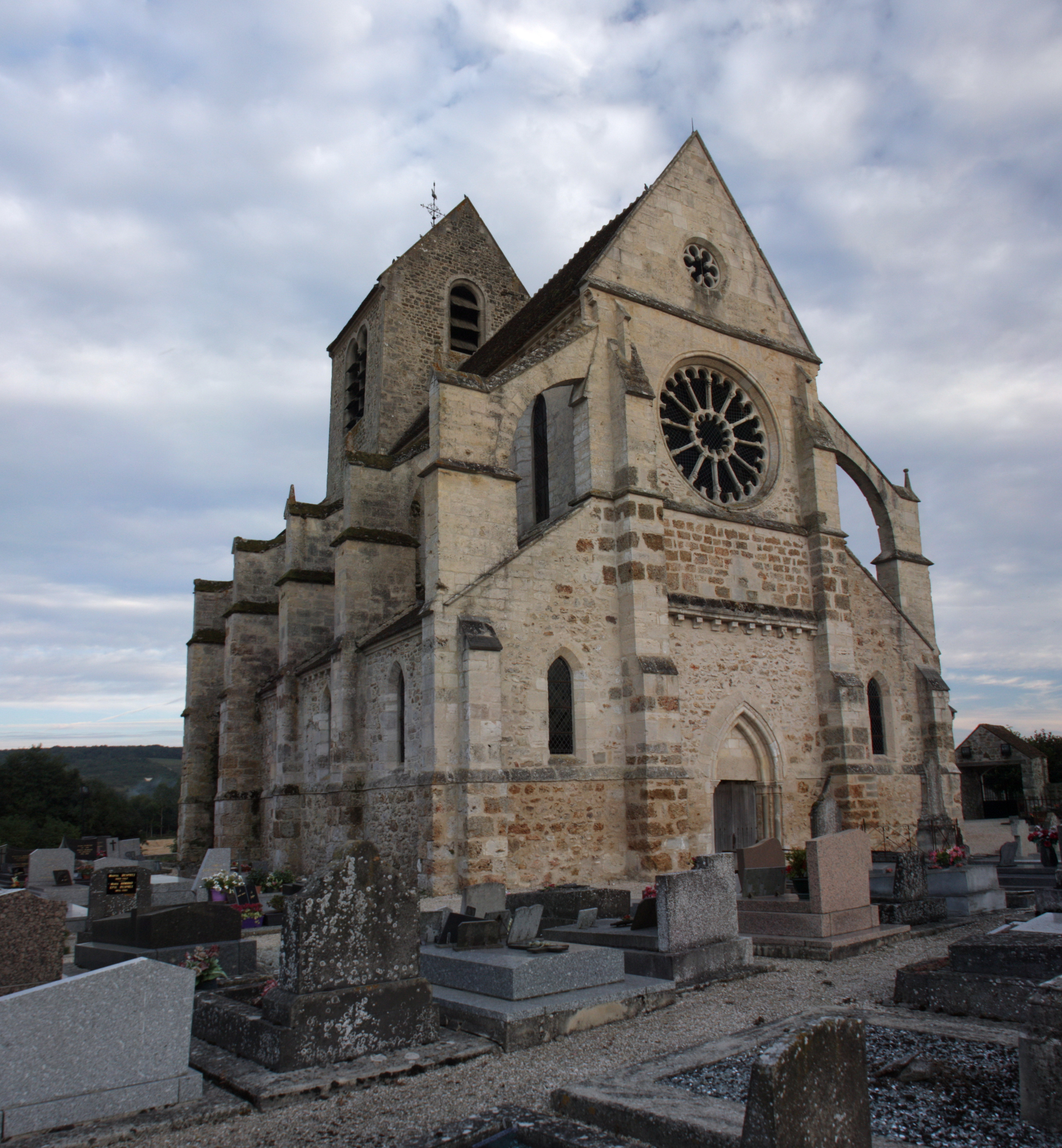
... et sa façade.
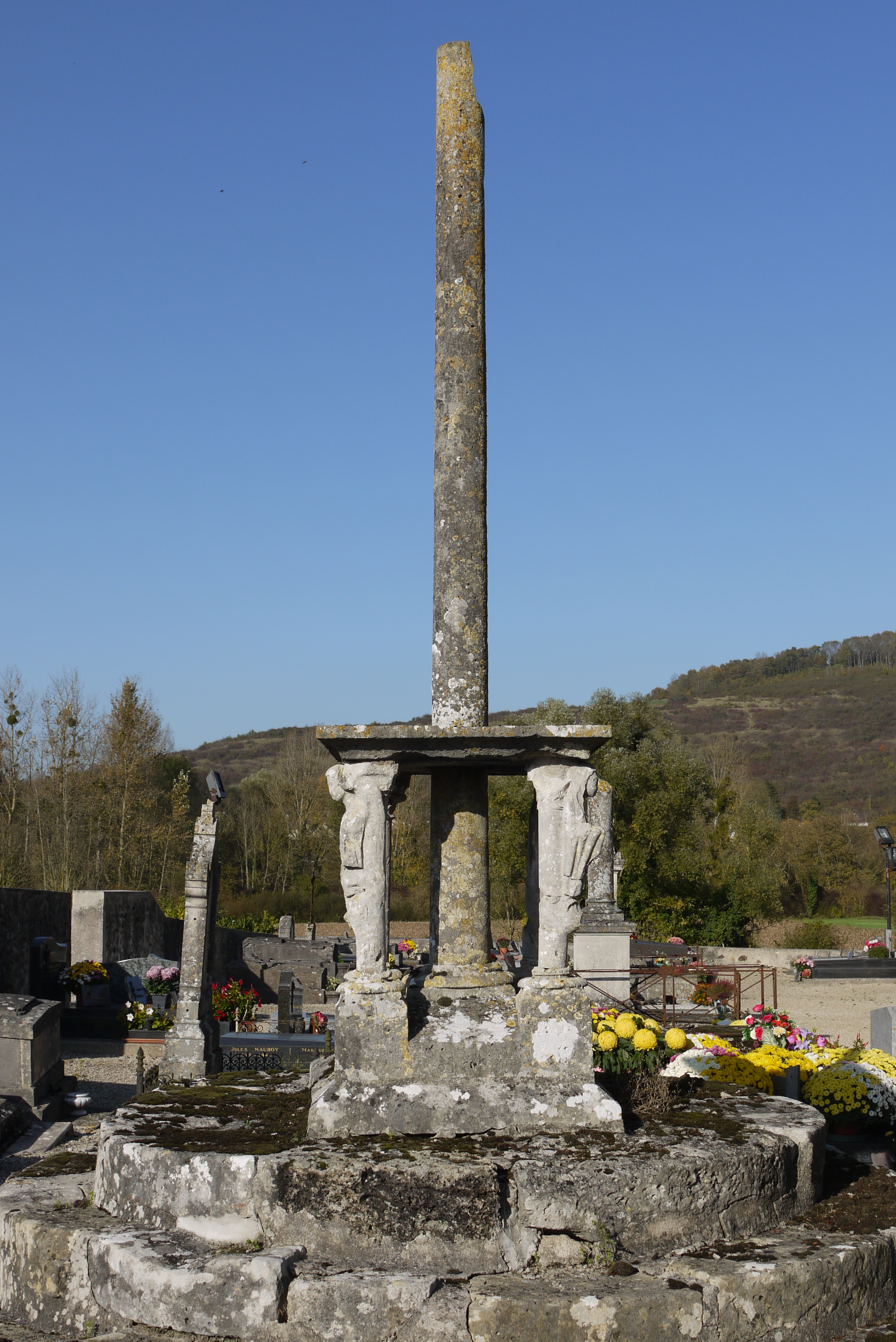
La croix de cimetière...
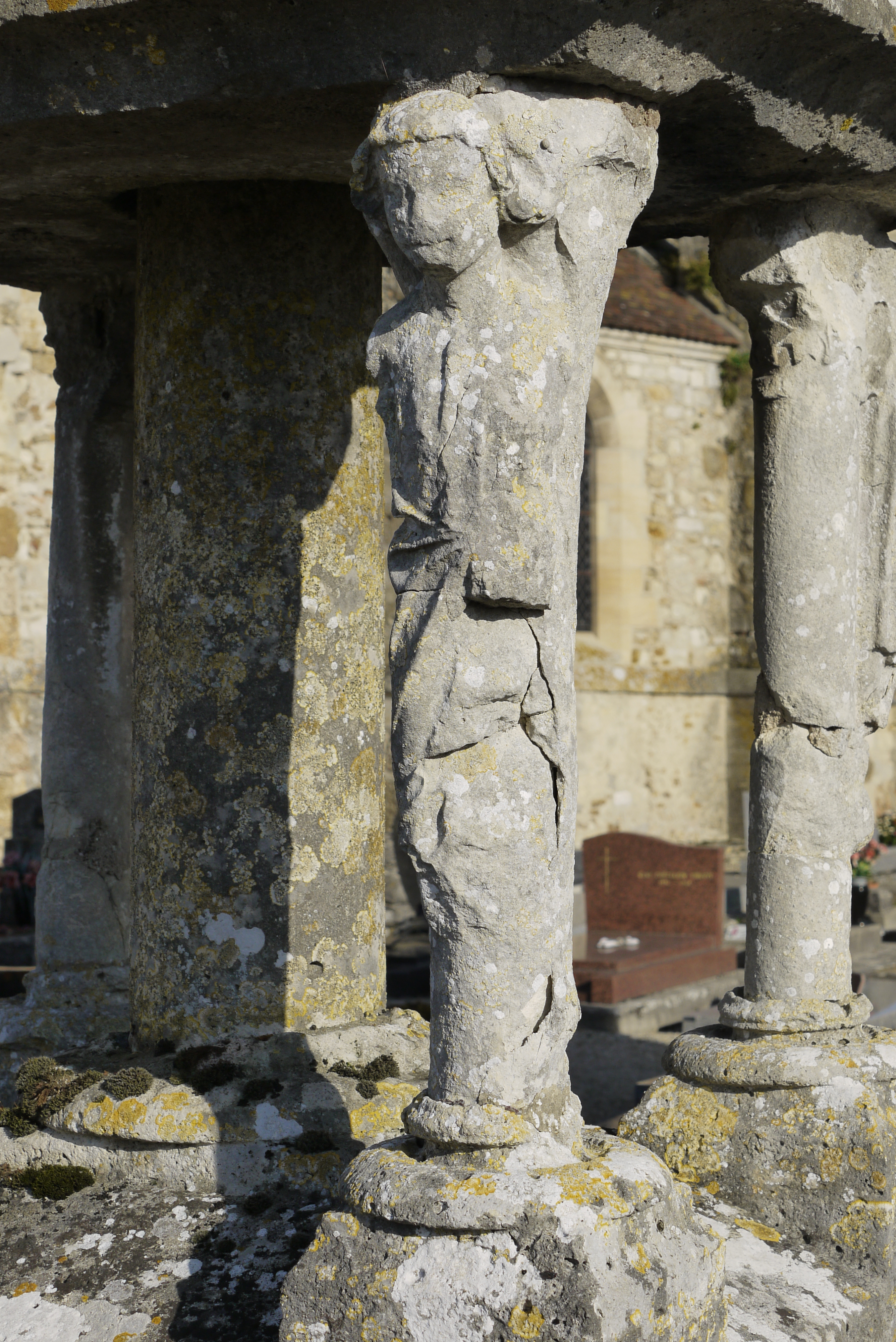
... un détail d'un de ses piliers.
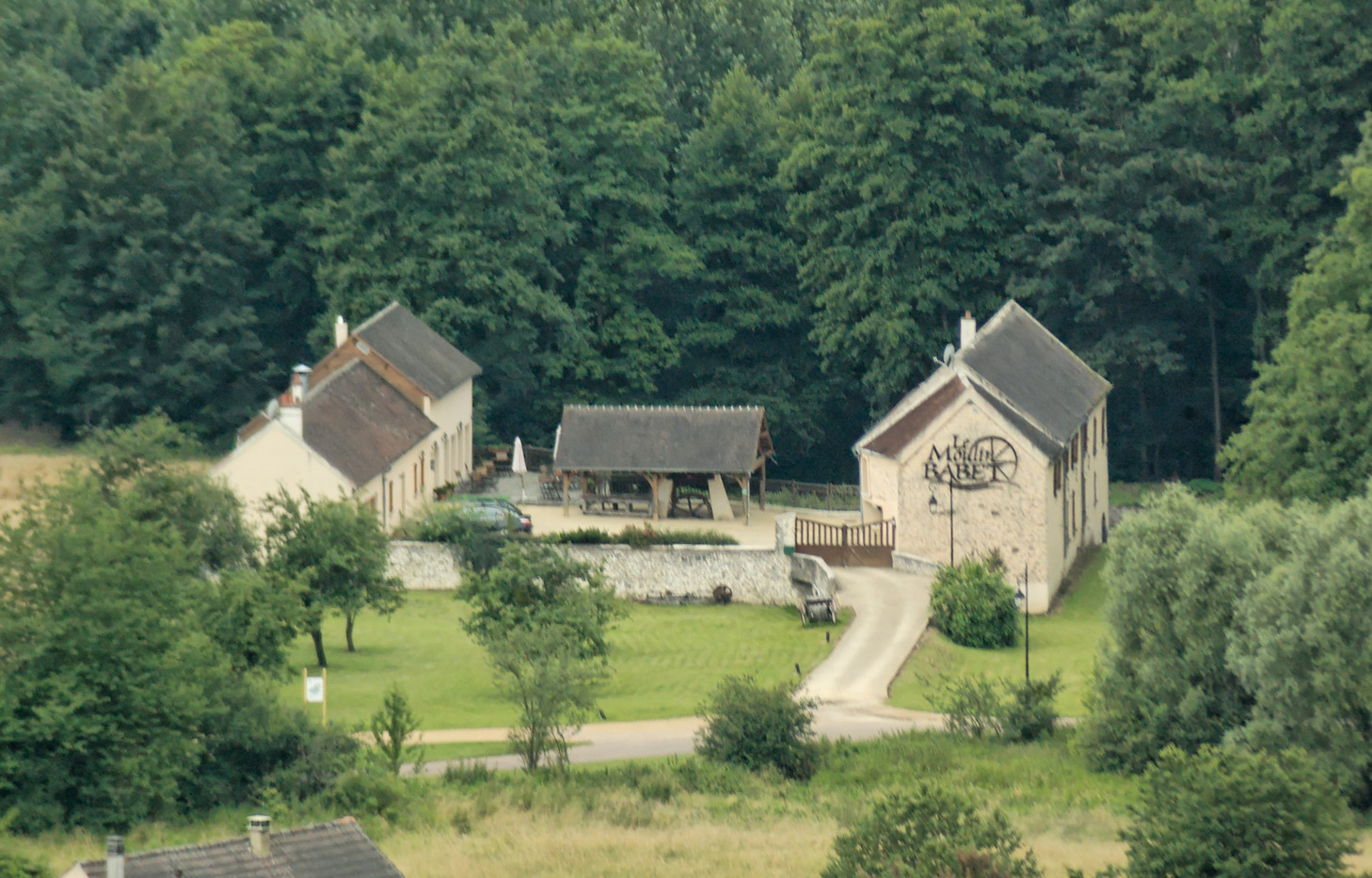
Le Moulin Babet.

### Personnalités liées à la commune
Une légende tenace affirme qu'Errol Flynn s'y retira dans une hacienda pour y finir ses jours[réf. nécessaire]...

## Pour approfondir